# Entrada (text)
|  | Per a d'altres significats, vegeu entrada. |

| A l'esquerra (Estats Units, cap al 1960), l'entrada es presenta en negreta i tan àmplia que dues columnes del cos de l'article. A la dreta (Suècia, 1937) l'article conté dos tipus de titulars i una entrada complicada. |  | A l'esquerra (Estats Units, cap al 1960), l'entrada es presenta en negreta i tan àmplia que dues columnes del cos de l'article. A la dreta (Suècia, 1937) l'article conté dos tipus de titulars i una entrada complicada. |
| A l'esquerra (Estats Units, cap al 1960), l'entrada es presenta en negreta i tan àmplia que dues columnes del cos de l'article. A la dreta (Suècia, 1937) l'article conté dos tipus de titulars i una entrada complicada. |  | |

L'entrada (encapçalament) és una part introductòrica dins d'un text periodístic, com una notícia o un article. L'entrada en resumeix els temes més importants de l'article. És col·locada sota el titular (encapçalament) i sobre la continuació (el cos) de l'article, aquesta continuació elaborant els temes més en detall.

## Funció
Una entrada es troba sovint imprimida en negreta i/o en un tipus de lletra més gran. És sovint imprimida amb un ample de dues columnes del cos de l'article, per separar de manera més clara les dues parts. L'entrada té en general l'ample d'un sol paràgraf de text, i els paràgrafs són el molt sovint separats amb sagnats.
De vegades un article pot contenir diversos variants de titulars, com a exemple un titular de mida gran i per sota un subtítol (de tipus més petita però amb un text més llarg). Aquest subtítol es presenta sovint com una frase sencera (amb punt final o sense). A diferència d'aquest subtítol, l'entrada té en general l'ampli de diverses frases (i no una sola).
En assaigs, l'entrades resumeixen l'esbós de l'argument i les conclusió que segueixen en el cos principal dels assaigs. Dins d'una enciclopèdia tendeixen a definir els temes i destaquen els punts interessants de l'article. Les seves característiques als articles generals de les revistes tendeixen a es troba entre articles periodístics i enciclopèdics a l'estil i, sovint, no tenen un paràgraf clarament diferenciat.